# Incident.net
Pour les articles homonymes, voir incident.
 (juin 2024).
 (juin 2024).
Incident ou Incident.net est un collectif d'artistes travaillant sur Internet.

## Présentation

### Historique
Fondé en 1994 par Grégory Chatonsky et Karen Dermineur, Incident.net s'oriente rapidement vers Internet comme moyen de diffusion et de création. C'est l’un des premiers regroupements d'artistes français à travailler sur le réseau Internet et avec les pratiques arts numériques.   
Incident, association initialement nommée Incident Art et Technologie, est une structure indépendante fonctionnant sans subvention.   
De 1994 à 1999, les travaux d'Incident.net développent une esthétique propre au réseau. Hébergé sur le serveur Panoramix de La Sorbonne, le site du collectif devient autonome en 1997 et héberge depuis des travaux artistiques en réseau. À partir de 2000, les pratiques numériques ont intégré les espaces d’exposition. De 2001 à 2011, Incident a proposé des thématiques hors-séries sur des sujets classiques de l'histoire de l'art (le paysage, le nu, le drapé, la nature morte, le détail, le monochrome) et les a ouvert aux contributions artistiques internationales afin de montrer que les nouveaux médias pouvaient s’intégrer aux disciplines dites classiques. 
Le groupe s’est constitué en écoles d’arts et d’esthétiques (Université Paris 1 Panthéon Sorbonne et Beaux-arts de Paris). Beaucoup des membres sont maintenant  enseignants en écoles d’art ou universités (EESAB, École des Arts Décoratifs, UQAM, ENS Ulm) et organisent des programmes de recherche-création[source secondaire nécessaire]. 
Explorant les implications du réseau sur les procédures de production et de réception artistiques, les membres du collectif travaillent seuls, à plusieurs. Pour autant, Incident est un collectif d'artistes un peu particulier : s’il y a des affinités de recherches entre les participants de cette plate-forme – plusieurs membres travaillent sur la narration, le cinéma, les bases de données, le flux, la mémoire et l'oubli –, il n’y a pas de projet global, pas de théorie unique, pas de manifeste. Incident.net n'a pas d'unité esthétique ou formelle, mais ses participants partagent certains enjeux, en particulier la relation de plus en plus inextricable entre les objets technologiques et les affects humains, ainsi que la  fiction, la textualité.  Ils portent également un intérêt aux théories continentales de type phénoménologique, réaliste et matérialiste.

### Membres

#### Actuel
En 2013, les membres actifs suivant étaient recensés
- Vadim Bernard[6]
- Grégory Chatonsky
- Marika Dermineur
- Reynald Drouhin
- KRN (Karen Dermineur)
- Claude Le Berre
- Julie Morel

#### Anciens
- Philippe Dabasse
- Christian Sommer
- Kennedy James
- Maja Korac
- Andréa Lauterwein
- Jimmy Owens
- Michael Sellam

## Travaux

### Œuvres
Sélection de quelques projets « représentatifs » par artiste :
Vadim Bernard
- Da•w•n[7], 2009, vidéo 3 min.
- Cinémathèque Française[8], Création de la signalétique audiovisuelle en collaboration avec Integral Ruedi Baur & associés (Olivier Duzelier et Stéphanie Brabant), 2006.
- MAC/VAL[9], musée d'art contemporain du Val-de-Marne création de l’identité visuelle avec Grégory Chatonsky, 2005.

Grégory Chatonsky
- Hisland, 2008, vidéo et photographie, l’empreinte digitale de l’artiste a été utilisée pour créer un paysage dans un moteur de jeu vidéo
- Readonlymemories, 2003, le projet reprend des images de films en mettant à plat le temps.
- Téfossiles, 2013-2017, projet sur l'extinction de l'espèce humaine et les traces laissées par cette espèce. Musée d'art contemporain de Taipei.
- Je ressemblerai à ce que vous avez été, 2019, à partir d'une base de données de 20 000 rêves, une intelligence artificielle produit de nouveaux rêves et les illustrent avec des images créées par un réseau de neurones récursifs. Tanneries, Centre d'art contemporain, Amilly.
- Terre seconde, 2019, une intelligence artificielle génère une version alternative de la Terre. Palais de Tokyo, Paris.

Marika Dermineur
- Keyboard, 2006, projet Internet, le clavier est à la fois un objet et une interface qui nous relie à l'ordinateur.
- What Are You?, 2005, mélange entre eux les modes, les styles de vie et leurs codes de représentation pour génèrer à l’infini des attitudes et comportements sociaux. par Stéphane Degoutin, Marika Dermineur et Gwenola Wagon.
- Googlehouse est un dispositif online réalisé en 2003 par Marika Dermineur et Stéphane Degoutin.

Reynald Drouhin
- GridFlow, 2012, photographie et site qui agrège sous forme d’une mosaïque les images de blogs dont les flux RSS sont enregistrés.
- I.P.C., Internet Protocol City, 2008, site web et photographie, un générateur de villes fantômes qui transforme le n° IP des internautes en buildings monochromes.
- Monochrome(s), 2006, site web, une capture d’un processus sous forme de photographie mais aussi un projet Internet génératif.

Julie Morel
- AFK[10], 2014, expositions, propositions en ligne, éditions, acronyme de « Away From Keyboard » – loin du clavier – renvoie aux pratiques des jeux en ligne, et à ces moments où les participants s'éloignent de l'interface qui les relie aux autres.
- Le virus s'appelait "I LOVE YOU", 2011, installation dans l'espace public au Bel Ordinaire, espace d'art contemporain, Pau.

### Recherche
Certains membres sont impliqués dans la recherche en université et en écoles d'art :
Vadim Bernard est enseignant à l'École nationale supérieure des arts décoratifs
- Le design graphique pour les machines, Computer Vision & Machine Learning[12] : workshop à l’ENSAD, 2016
- "Workshop Unity : Exploiter un moteur de jeu pour un projet de design"-, EnsAD, 2014

Grégory Chatonsky a été enseignant au Fresnoy, à l'UQAM École des arts visuels et médiatiques et au Labex H2H. Il est chercheur à l'École Normale Supérieure (Paris).
- Neural.net - École Normale Supérieure (Paris) / FRQSC, 2017-2019
- Capture : la surproduction numérique avec Olivier Alary, Jean-Pierre Balpe et Nicolas Reeves - UQAM/ CRSH & CapDigital, 2012-2015
- Mapping fiction[13] avec Alain Paiement - UQAM/ FQRSC, 2010-2013
- Comité scientifique du CITU, 2006-2011
- Membre d'Hexagram, 2006-2007

Reynald Drouhin est enseignant à l'École Européenne supérieure d'Art de Bretagne - Rennes
- The End is the Beginning[14], dans le cadre de l'ARC DataFlow "Effondrements", EESAB — Rennes, 2019-21
- Temps Libre 2018, Déconnexions 2017, Material Reality 2016, EESAB - Rennes et Galerie Vanessa Quang
- Rencontre dans la vraie vie 2015, Écho archive 2014,WorkFlow 2013, EESAB - Rennes et CRIJB

- Habiter l’internet[15] Workshop dirigé par Reynald Drouhin, avec Nikola Jankovic & Sonia Marques, Rennes, 2005

- DataFlow, EESAB - Rennes, depuis 2000

Julie Morel est enseignante à l'École Européenne supérieure d'Art de Bretagne - Lorient
- Auto-archivage immédiat comme œuvre, EESAB/ DGCA, 2012-2013
- TXT, EESAB - Lorient, 2010

## Expositions, événements
La première présentation d'Incident.net eu lieu pendant la biennale Artifices 3 du 5 novembre au 4 décembre 1994. Incident.net a exposé de nombreuses fois en collectif ou individuellement. 

## Prix
- 2002 : lauréat du festival Videoformes
- 2003 : prix nouvelles écritures, art numérique de la SCAM[18]

### Livre

#### Monographie
- Capture: Grégory Chatonsky (HYX éditions, France, 2011),  (ISBN 978-2-910385-65-1)
- Frags, Reynald Drouhin[19] (Erba Rennes, 2003),  (ISBN 2-908373-36-X)

#### Collectif
- Auto-Archive, recherche dirigé par Julie Morel, EESAB, Rennes (2013)
- De l'auto archivage immédiat comme œuvre[20], direction scientifique : Julie Morel in Pratiques, Réflexions sur l'art, automne 2013, Presses universitaires de Rennes
- Digital Afrique, création numérique et innovation technologique[21] dirigé par Karen Dermineur, MCD #7, 2013